# Chambonchard
Chambonchard est une commune française située dans le département de la Creuse en région Nouvelle-Aquitaine.

## Géographie
Chambonchard  est situé à l'est du département de la Creuse, en limite des départements de l'Allier et du Puy-de-Dôme. À proximité de Pont-de-Rameau (ancien moulin sur le Cher), se trouve le point de rencontre de ces trois départements qui représentent autant de régions historiques : Marche (Creuse), Bourbonnais (Allier) et Auvergne (Puy-de-Dôme).
Le bourg de Chambonchard s'établit sur la rive gauche du Cher, alors que la rive droite, faisant partie de la commune de la Petite-Marche, se nomme La Caborne. Ainsi, le village, qui n'est constitué que de quelques maisons, est-il partagé entre deux départements (Creuse et Allier) et deux régions (Limousin et Auvergne).
Chambonchard se trouve à 52 km au nord d'Aubusson, 59 km à l'est de Guéret, 27 km au sud de Montluçon et 90 km au nord-ouest de Clermont-Ferrand.
Le nord du territoire communal est occupé par la haute-vallée du Cher, à une altitude de 319 mètres au niveau du village de Chambonchard. Le plateau domine au sud la rivière avec 150 mètres de dénivelé (478 mètres au lieu-dit Le Theix à 2 km de Chambonchard). L'altitude augmente ensuite progressivement jusqu'à 519 mètres à proximité du hameau de La Chassagne.
Le hameau du Theix est devenu le centre de la commune (la mairie y est installée) à la suite des expropriations liées au projet de barrage avorté sur le Cher (voir la rubrique Histoire).
| Évaux-les-Bains |                 | La Petite-Marche Allier          |
| Évaux-les-Bains | Chambonchard    | Saint-Marcel-en-Marcillat Allier |
| Évaux-les-Bains | Évaux-les-Bains | Château-sur-Cher Puy-de-Dôme     |

### Climat
Pour des articles plus généraux, voir Climat de la Nouvelle-Aquitaine et Climat de la Creuse.
Historiquement, la commune est exposée à un climat montagnard.
En 2020, Météo-France publie une typologie des climats de la France métropolitaine dans laquelle la commune est exposée à un climat de montagne et est dans la région climatique  Ouest et nord-ouest du Massif Central, caractérisée par une pluviométrie annuelle de 900 à 1 500 mm, maximale en automne et en hiver.
Pour la période 1971-2000, la température annuelle moyenne est de 10,5 °C, avec  une amplitude thermique annuelle de 15 °C. Le cumul annuel moyen de précipitations est de 844 mm, avec 11,1 jours de précipitations en janvier et 7,4 jours en juillet. Pour la période 1991-2020, la température moyenne annuelle observée sur la station météorologique la plus proche, située sur la commune de Pionsat à 13,62 km à vol d'oiseau, est de 10,2 °C et le cumul annuel moyen de précipitations est de 917,2 mm,. Pour l'avenir, les paramètres climatiques de la commune estimés pour 2050 selon différents scénarios d’émission de gaz à effet de serre sont consultables sur un site dédié publié par Météo-France en novembre 2022.

## Urbanisme

### Typologie
Au 1er janvier 2024, Chambonchard est catégorisée commune rurale à habitat très dispersé, selon la nouvelle grille communale de densité à 7 niveaux définie par l'Insee en 2022.
Elle est située hors unité urbaine et hors attraction des villes,.

### Occupation des sols
L'occupation des sols de la commune, telle qu'elle ressort de la base de données européenne d’occupation biophysique des sols Corine Land Cover (CLC), est marquée par l'importance des territoires agricoles (80 % en 2018), une proportion sensiblement équivalente à celle de 1990 (79,7 %). La répartition détaillée en 2018 est la suivante : 
prairies (32,7 %), zones agricoles hétérogènes (26,3 %), terres arables (21,1 %), forêts (20 %). L'évolution de l’occupation des sols de la commune et de ses infrastructures peut être observée sur les différentes représentations cartographiques du territoire : la carte de Cassini (XVIIIe siècle), la carte d'état-major (1820-1866) et les cartes ou photos aériennes de l'IGN pour la période actuelle (1950 à aujourd'hui).

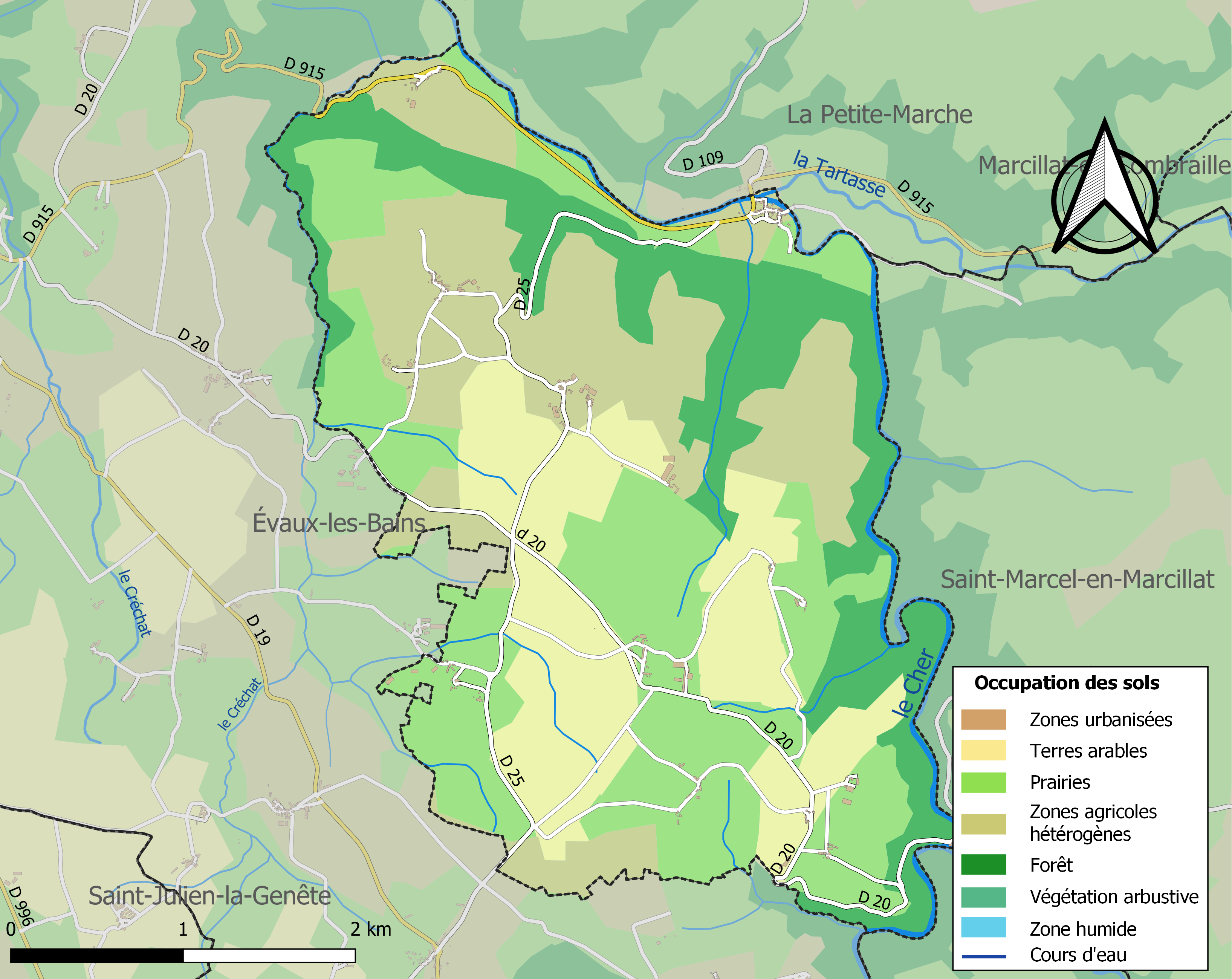
Carte des infrastructures et de l'occupation des sols de la commune en 2018 (CLC).

### Risques majeurs
Le territoire de la commune de Chambonchard est vulnérable à différents aléas naturels : météorologiques (tempête, orage, neige, grand froid, canicule ou sécheresse), inondations et séisme (sismicité faible). Il est également exposé à un risque particulier : le risque de radon. Un site publié par le BRGM permet d'évaluer simplement et rapidement les risques d'un bien localisé soit par son adresse soit par le numéro de sa parcelle.

#### Risques naturels
Certaines parties du territoire communal sont susceptibles d’être affectées par le risque d’inondation par débordement de cours d'eau, notamment le Cher. La commune a été reconnue en état de catastrophe naturelle au titre des dommages causés par les inondations et coulées de boue survenues en 1982 et 1999,.

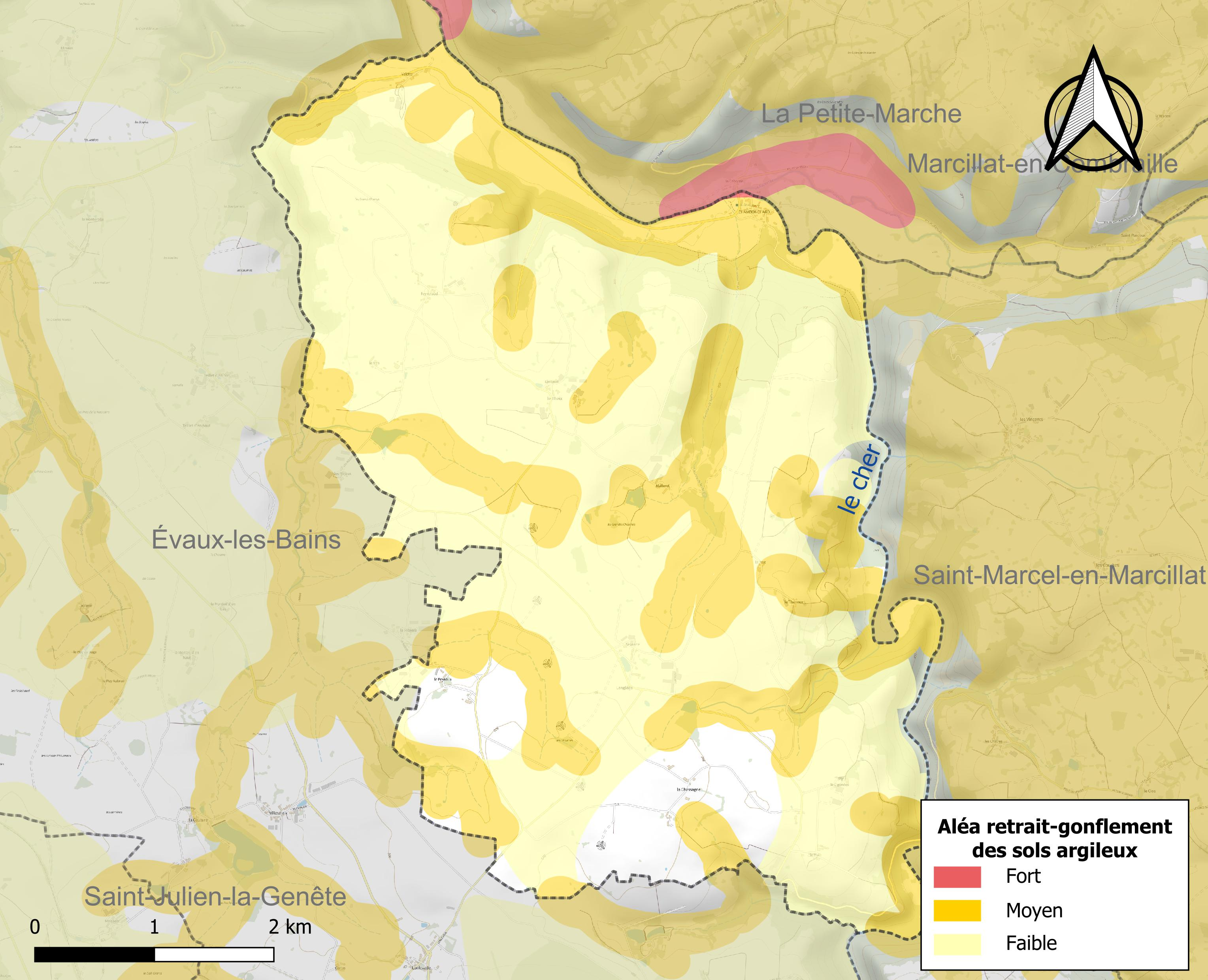
Carte des zones d'aléa retrait-gonflement des sols argileux de Chambonchard.

Le retrait-gonflement des sols argileux est susceptible d'engendrer des dommages importants aux bâtiments en cas d’alternance de périodes de sécheresse et de pluie. 36,6 % de la superficie communale est en aléa moyen ou fort (33,6 % au niveau départemental et 48,5 % au niveau national). Sur les 76 bâtiments dénombrés sur la commune en 2019, 31 sont en aléa moyen ou fort, soit 41 %, à comparer aux 25 % au niveau départemental et 54 % au niveau national. Une cartographie de l'exposition du territoire national au retrait gonflement des sols argileux est disponible sur le site du BRGM,.
Par ailleurs, afin de mieux appréhender le risque d’affaissement de terrain, l'inventaire national des cavités souterraines permet de localiser celles situées sur la commune.
Concernant les mouvements de terrains, la commune a été reconnue en état de catastrophe naturelle au titre des dommages causés par des mouvements de terrain en 1999.

#### Risque particulier
Dans plusieurs parties du territoire national, le radon, accumulé dans certains logements ou autres locaux, peut constituer une source significative d’exposition de la population aux rayonnements ionisants. Certaines communes du département sont concernées par le risque radon à un niveau plus ou moins élevé. Selon la classification de 2018, la commune de Chambonchard est classée en zone 3, à savoir zone à potentiel radon significatif.

## Histoire
En 1986, l'état décide de construire un barrage sur le site de la vallée de Chambonchard, destiné à réguler le cours de la Loire et à améliorer l'alimentation en eau de la ville de Montluçon. Chambonchard était donc voué à disparaître sous les eaux.

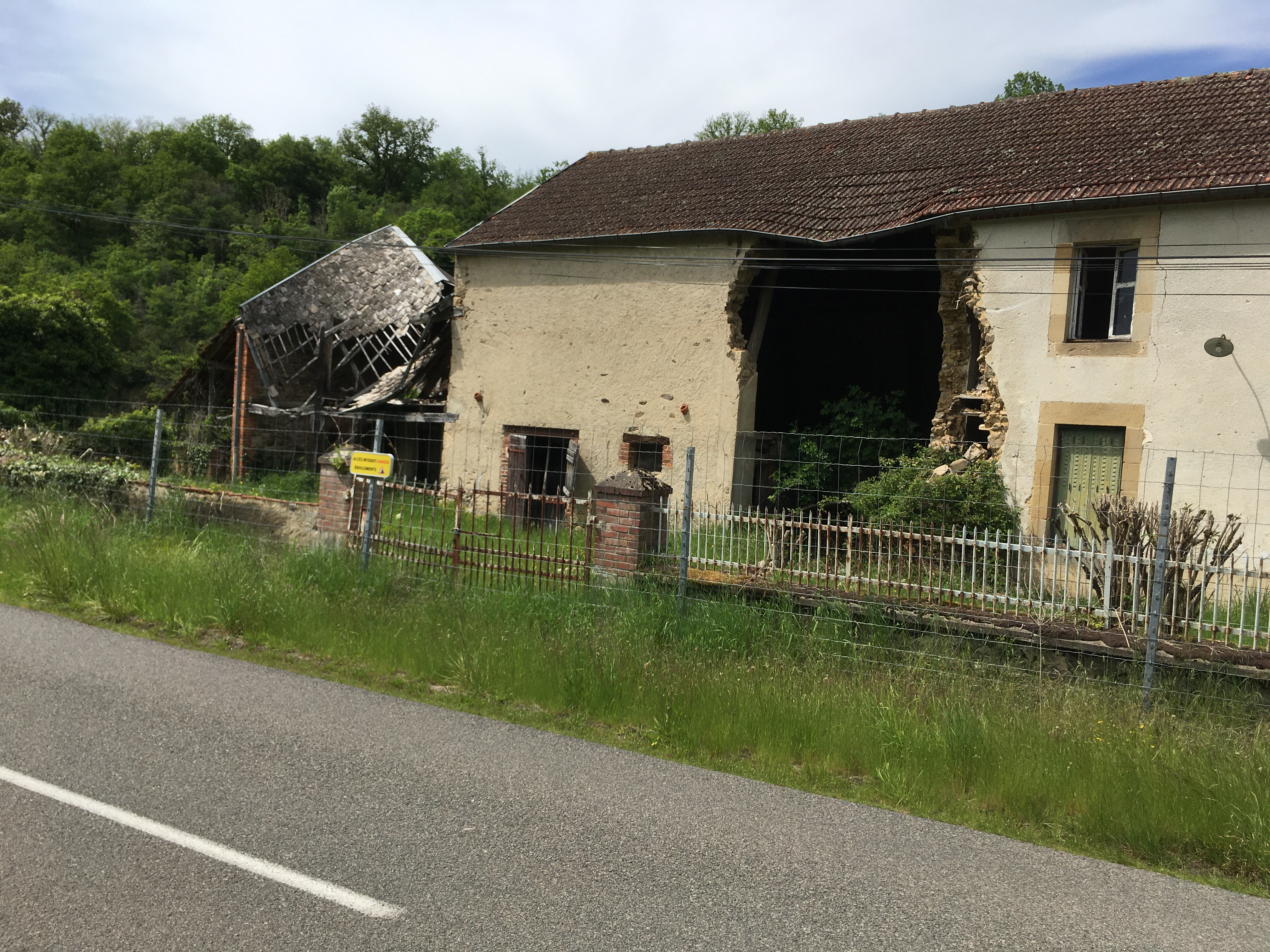
Une maison abandonnée à la suite de l'abandon du projet de Barrage

Après différentes volte-face liées aux changements successifs de gouvernements durant les années 80-90, le projet est finalement abandonné officiellement en 1999. À partir de cette date, Chambonchard tente de renaître puisque les habitants, ayant tous été expropriés, avaient déserté le village.

## Politique et administration
| Période                                  | Période  | Identité        | Étiquette | Qualité              |
| ---------------------------------------- | -------- | --------------- | --------- | -------------------- |
| avant 1981                               | ?        | Ferdinand Carte | PCF       |                      |
| mars 2001                                | 2014     | Gérard Rouffet  |           |                      |
| mars 2014                                | En cours | Bernard Tourand | SE        | Agriculteur retraité |
| Les données manquantes sont à compléter. |          |                 |           |                      |

## Démographie
L'évolution du nombre d'habitants est connue à travers les recensements de la population effectués dans la commune depuis 1793. Pour les communes de moins de 10 000 habitants, une enquête de recensement portant sur toute la population est réalisée tous les cinq ans, les populations de référence des années intermédiaires étant quant à elles estimées par interpolation ou extrapolation. Pour la commune, le premier recensement exhaustif entrant dans le cadre du nouveau dispositif a été réalisé en 2004.

En 2022, la commune comptait 79 habitants, en évolution de −3,66 % par rapport à 2016 (Creuse : −3,32 %, France hors Mayotte : +2,11 %).
| 1793 | 1800 | 1806 | 1821 | 1831 | 1836 | 1841 | 1846 | 1851 |
| ---- | ---- | ---- | ---- | ---- | ---- | ---- | ---- | ---- |
| 406  | 367  | 354  | 410  | 451  | 436  | 431  | 461  | 463  |

| 1856 | 1861 | 1866 | 1872 | 1876 | 1881 | 1886 | 1891 | 1896 |
| ---- | ---- | ---- | ---- | ---- | ---- | ---- | ---- | ---- |
| 468  | 457  | 430  | 444  | 421  | 412  | 406  | 405  | 380  |

| 1901 | 1906 | 1911 | 1921 | 1926 | 1931 | 1936 | 1946 | 1954 |
| ---- | ---- | ---- | ---- | ---- | ---- | ---- | ---- | ---- |
| 382  | 378  | 358  | 305  | 273  | 270  | 259  | 231  | 194  |

| 1962 | 1968 | 1975 | 1982 | 1990 | 1999 | 2004 | 2006 | 2009 |
| ---- | ---- | ---- | ---- | ---- | ---- | ---- | ---- | ---- |
| 186  | 175  | 155  | 129  | 116  | 84   | 81   | 79   | 86   |

| 2014 | 2019 | 2022 | - | - | - | - | - | - |
| ---- | ---- | ---- | - | - | - | - | - | - |
| 85   | 81   | 79   | - | - | - | - | - | - |

## Lieux et monuments
- L'Église Saint-Martin-de-Tours remonte au XIIe siècle et contient des peintures murales (fin XIIIè-début XIVè siècles classées MH)[25].

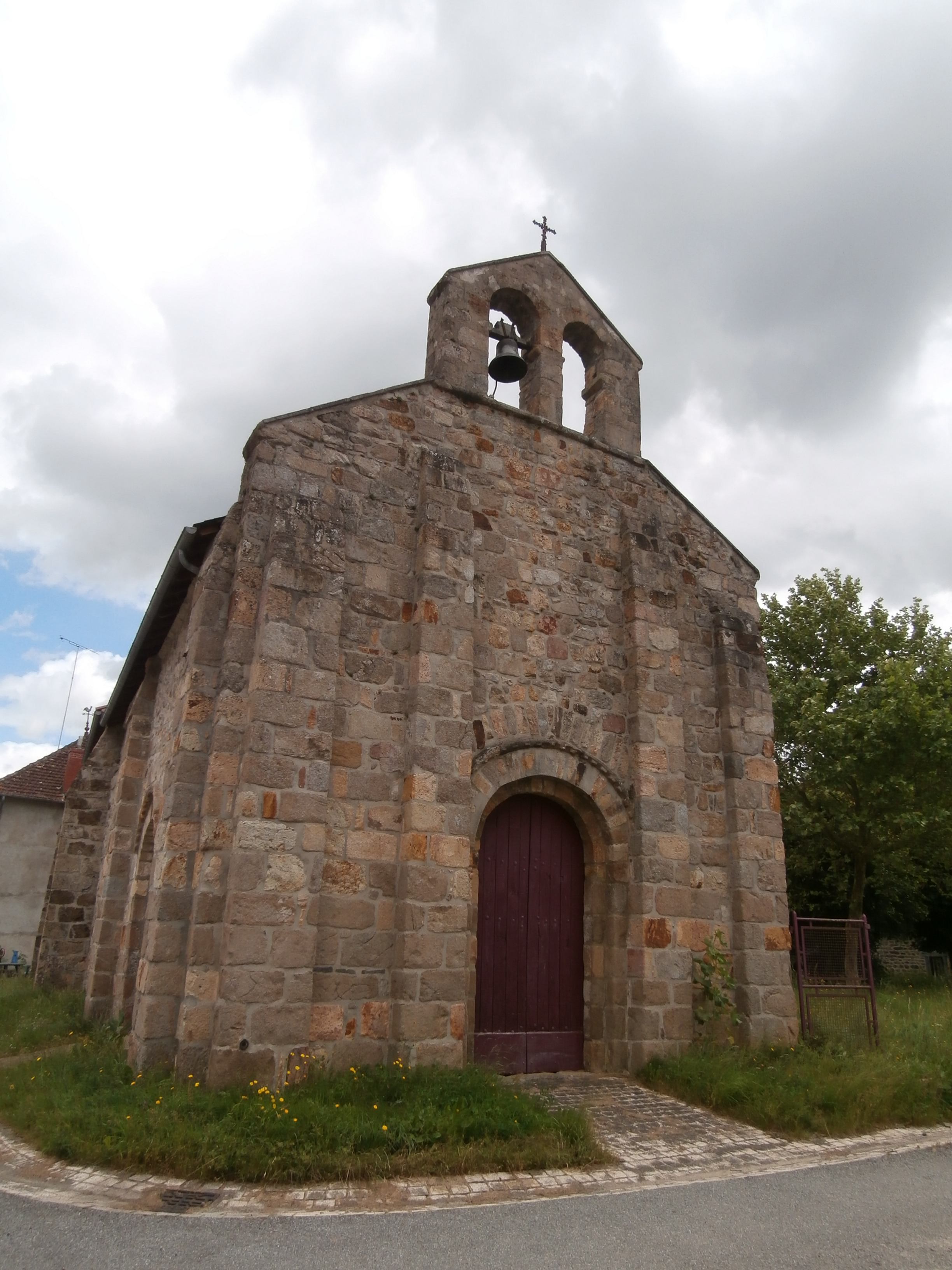

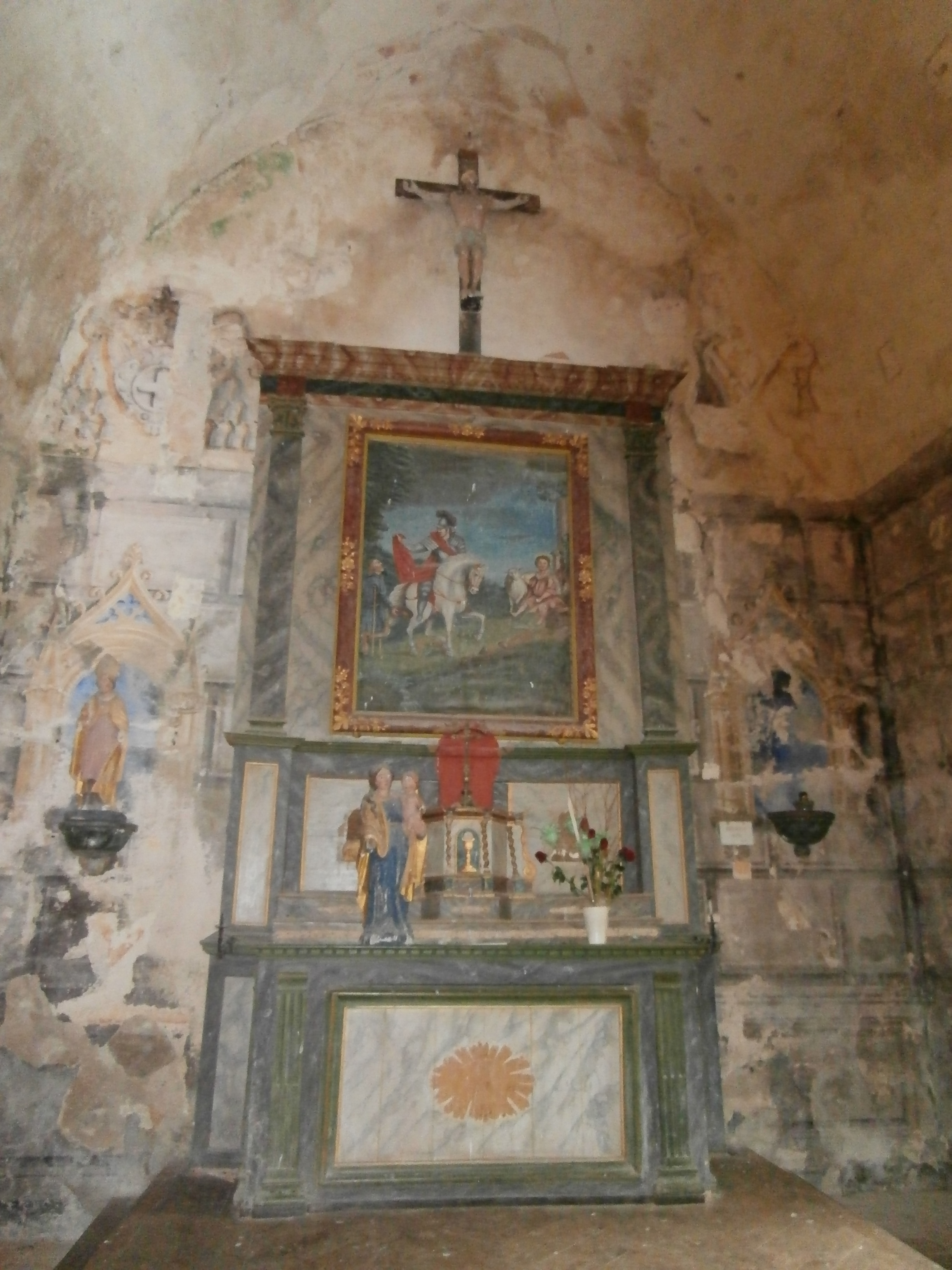

- Le Château de Ligondeix (XIVè-XVè siècles inscrit MH)[26]. Propriété privée. Situé à proximité de Pont-de-Rameau.
- Le Monument aux Morts.
- Un parc d'éoliennes a été installé dans le courant de l'année 2011.
- le Site naturel du Pont-de-Rameau : Gorges du Cher. La rivière a creusé dans le granit une spectaculaire gorge très encaissée et sauvage.
- La Haute-vallée du Cher à Chambonchard. Venant des gorges de Pont-de-Rameau, le Cher forme, avec son affluent la Tartasse, une vallée longue d'une dizaine de kilomètres. Le barrage, dont le projet a été abandonné officiellement en 1999, devait noyer entièrement cette vallée.